# فيسنتي لوسيو سالازار
فيسنتي لوسيو سالازار (بالإسبانية: Vicente Lucio Salazar)‏ هو سياسي كولومبي، ولد في 20 ديسمبر 1832 في كيتو في الإكوادور، وتوفي بنفس المكان في 14 فبراير 1896 بسبب نوبة قلبية. حزبياً، نشط في Conservative Party (Ecuador) ‏.